# Gutsbezirk Münsingen
Gutsbezirk Münsingen is een gemeentevrij gebied in de Duitse deelstaat Baden-Württemberg, en maakt deel uit van de Landkreis Reutlingen. Het gebied werd op 1 oktober 1942 opgericht en omvat in feite het militaire oefenterrein Münsingen in de Münsinger Hardt.
De Gutsbezirk Münsingen was tot 2010 naast Rheinau een van de twee bewoonde gemeentevrije gebieden in Baden-Württemberg.

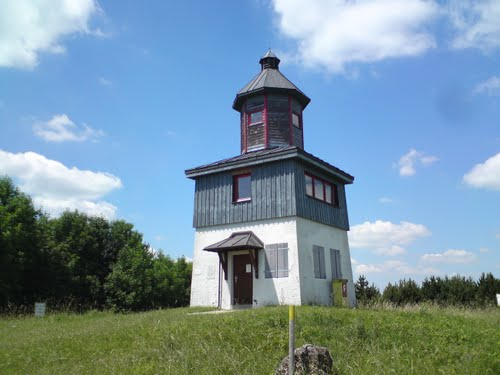
Voormalige molen

Bad Urach ·
Dettingen an der Erms ·
Engstingen ·
Eningen unter Achalm ·
Gomadingen ·
Grabenstetten ·
Grafenberg ·
Hayingen ·
Hohenstein ·
Hülben ·
Lichtenstein ·
Mehrstetten ·
Metzingen ·
Münsingen ·
Pfronstetten ·
Pfullingen ·
Pliezhausen ·
Reutlingen ·
Riederich ·
Römerstein ·
St. Johann ·
Sonnenbühl ·
Trochtelfingen ·
Walddorfhäslach ·
Wannweil ·
Zwiefalten
Gutsbezirk Münsingen (gemeentevrij gebied)